# Josefin Iziamo
Ulla Maria Josefin Iziamo, född Petersson 19 september 1976 i Karlstad, är en svensk skådespelare.

## Biografi
Iziamo studerade vid Teaterhögskolan i Malmö 1997–2001 och gjorde sin praktik på Helsingborgs stadsteater i rollen som Claire i Bernard-Marie Koltès Västra kajen. 2001 spelade hon i Pilot och Dagen då min bror inte kom hem på Ung scen/öst, 2004 i Ett öga rött på Angereds teater, 2007 i Helgonlegender på Dramaten och Den tatuerade mamman, även den på Dramaten. Sedan 2008 ingår hon i Malmö Stadsteaters fasta ensemble.
Vid sidan av teatern har Iziamo medverkat i flera film- och TV-produktioner. Hon debuterade 2001 i långfilmen Leva livet. 2003 spelade hon i kortfilmen Holiday och 2005 i filmerna Steget efter, Doxa, Dödssyndaren och Ryppar. 2006 medverkade hon i filmen Den som viskar, 2007 i TV-serien August, 2009 i Wallander – Skulden och 2011 i kortfilmerna Vidundret och Last Call samt TV-serien Bron.

## Filmografi
- 2001 – Leva livet
- 2003 – Holiday
- 2005 – Steget efter
- 2005 – Doxa
- 2005 – Dödssyndaren
- 2005 – Ryppar
- 2006 – Den som viskar
- 2007 – August (TV-serie)
- 2009 – Wallander – Skulden
- 2011 – Vidundret
- 2011 – Last Call
- 2011 – Bron (TV-serie)
- 2016 – Springfloden (TV-serie)
- 2018 – Springfloden (TV-serie)

## Teater

### Roller (ej komplett)
| År   | Roll                                  | Produktion                                                                                     | Regi                  | Teater                  |
| ---- | ------------------------------------- | ---------------------------------------------------------------------------------------------- | --------------------- | ----------------------- |
| 2010 |                                       | Att döda ett tivoli (Преступление и наказание, Prestuplenije i nakazanije) Fjodor Dostojevskij | Dennis Sandin         | Malmö stadsteater       |
| 2014 |                                       | En midsommarnattsdröm (A Midsummer Night's Dream) William Shakespeare                          | Anna Bergmann         | Malmö stadsteater       |
| 2016 | Curio                                 | Trettondagsafton (Twelfth Night, or What You Will) William Shakespeare                         | Frede Gulbrandsen(da) | Malmö stadsteater       |
| 2016 | Svensk                                | Stockholms blodbad Lucas Svensson och Moqi Simon Trolin                                        | Moqi Simon Trolin     | Malmö Stadsteater       |
| 2016 | Karl-Bertil Jonsson                   | Karl-Bertil Jonssons julafton Tage Danielsson                                                  | Sara Cronberg         | Malmö Stadsteater       |
| 2017 |                                       | Det svarta vattnet (Das Schwarze Wasser) Roland Schimmelpfennig                                | Martin Rosengardten   | Malmö Stadsteater       |
| 2017 | Gnomen Urgl Mobbare Barktroll Ygramul | Den oändliga historien (Die Unendliche Geschichte) Michael Ende                                | Nina Wester           | Malmö Stadsteater       |
| 2018 | Paisley Mamma Macy Jennifer Paula     | Paranoid Park Blake Nelson                                                                     | Johannes Schmid       | Malmö stadsteater       |
| 2021 | Anne Frank                            | Anne Frank Josefin Iziamo & Helena Röhr                                                        | Helena Röhr           | Självständig produktion |